# Вокабула

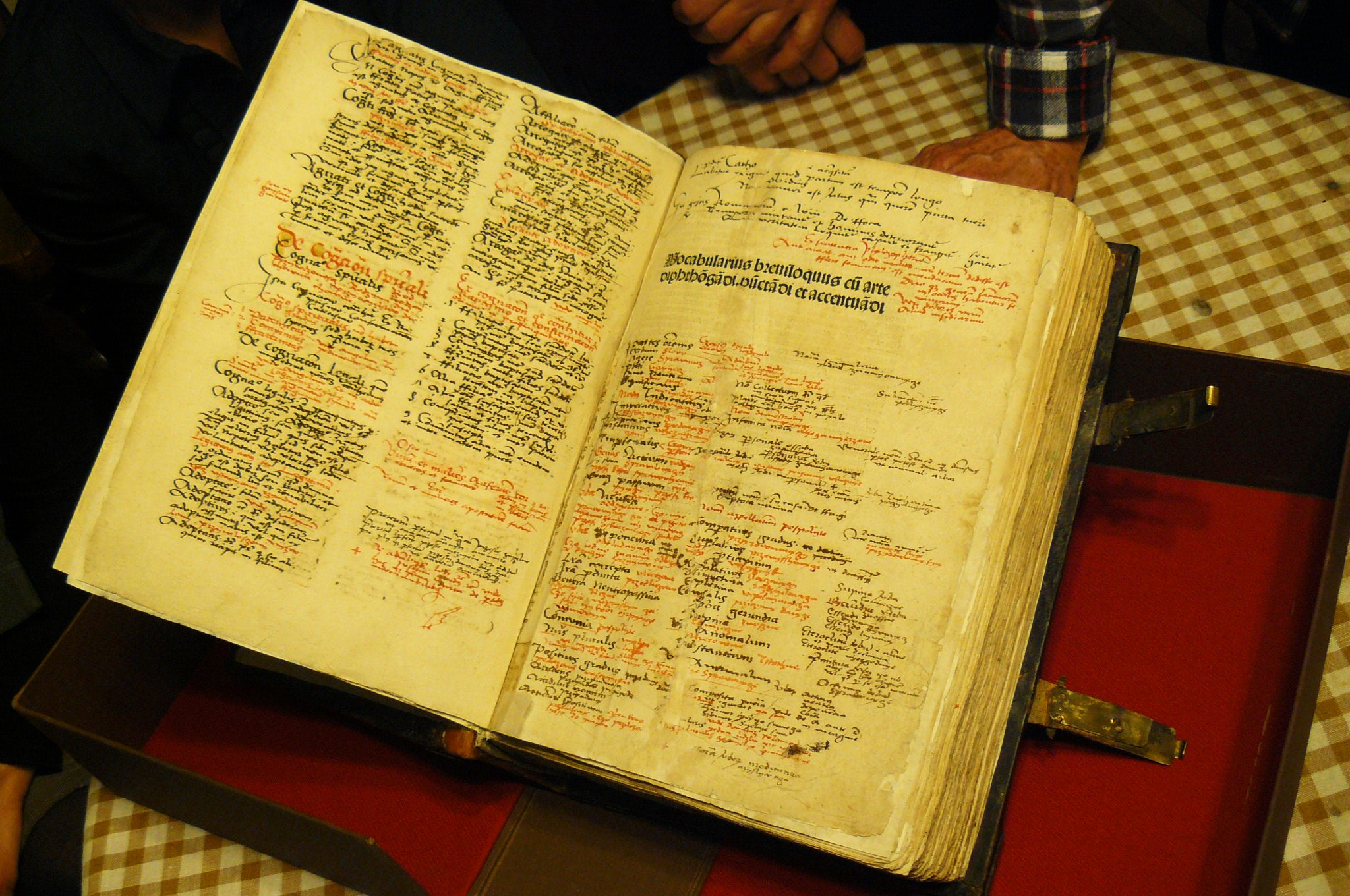
Vocabularis breviloquus BUAM

Вокабули — (від лат. Vocabulum «слово, ім'я, назва») — окремо взяте слово, як предмет заучування напам'ять при первинному навчанні мовам; в заголовку словникової статті — основне визначальне слово або словосполучення, виділене напівжирним шрифтом із зазначенням наголосу.

## Історія походження

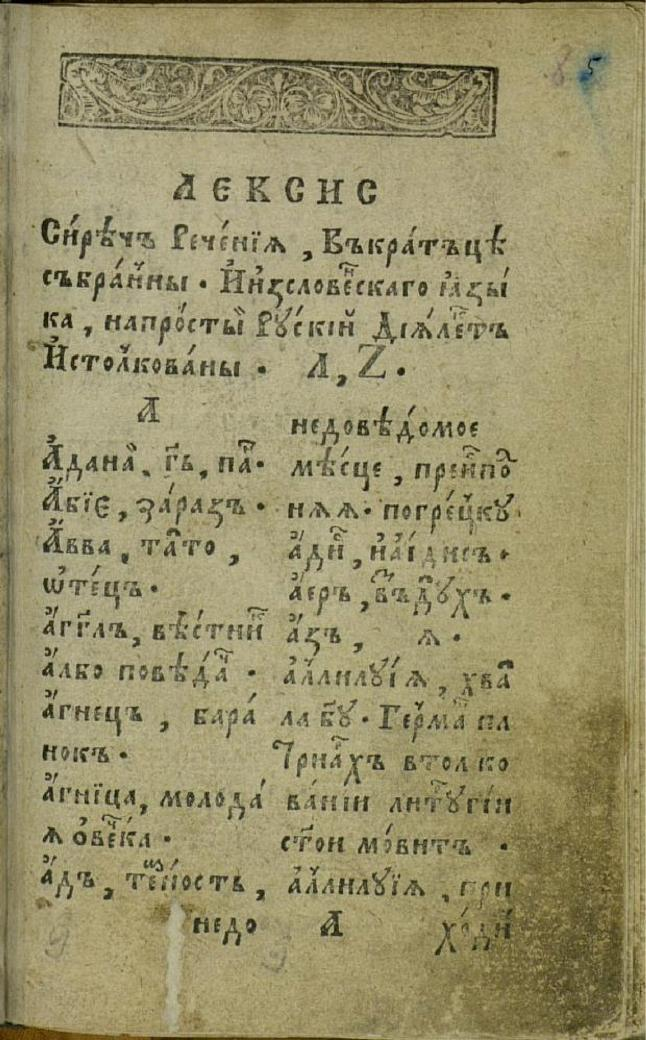
«Лексис» Лаврентія Зизанія, перший український друкований словник

Походження цього терміна пов'язано з появою наприкінці XVI століття перших словников — друкованих азбуковників-словників. «Лексис» Лаврентія Зизанія (1596), перший друкований церковнослов'янсько-український словник для шкільного навчання, складався з вокабули або глосс (1061 одиниць), які не входили до складу розмовної мови. Зизаній застосував диференційований підхід, який в подальшому став основним словниковим методом побудови словників. У 1627 році Памво Беринда використав той же підхід при створенні свого «Лексикону».
Граматична література в зпоху Петра I полягала в основному з небагатьох підручників, заснованих на граматиці Смотрицького (1619), «Лексикону» Федора Полікарпова і латино-німецько-російських вокабули Іллі Копіевіча («Nomenclator in lingua latina, germanbnica et russica», 1700). Наплив величезної кількості іноземних слів в російську мову на початку XVII століття викликав гостру необхідність в складанні спеціального словника іноземних вокабули. Такий словник під назвою «Лексикон вокабулам новим за алфавітом» був створений за особистої участі Петра I, який зробив безліч зауважень на полях рукопису. Так до слова амністія, витлумачити спочатку церковнослов'янською словом безпам'ятство, рукою Петра I внесено пояснення: «забуті погрешеній».

## Поняття
Вокабули, окремо взяте слово в розмовниках, енциклопедіях і словниках іноземної мови, — предмет вивчення в семантиці, лексикології і лексикографії. Список вокабули в енциклопедичних словниках, що визначає лексичний склад словника, називається словник, глосарій або вокабуляр (від лат. Vocabularium «лексика»).
Крім тлумачення вокабули, так званих дефініцій, словникова стаття може містити короткий переказ, транскрипцію, граматичні форми і етимологію цього слова. Тому існують два основних напрямки обробки вокабули і, отже, дві великі групи словників: словники мовні та словники енциклопедичні (тематичні). Перші звертають увагу на граматику слова, а другі — на суть позначеного вакабулой предмета і явища. Словники, які мають і ліву і праву сторону, в теорії актуального членування пропозиції порівнюють з висловлюванням, темою якого є ліва сторона словника (вокабули), а ремою — права сторона. У російській лексикографії прийнято розглядати вокабули в складі і нерозривному зв'язку з правою частиною словника і словникової статті з усіма її складовими частинами.

### Відмінні властивості
Термін «вокабули» на відміну від слова в його природному значенні має яскраво виражену когнітивної (пізнавальної) функцією, що дає підставу розглядати цей термін як категорію когнітивної лінгвістики та когнітивної психології. Так вокабули в тексті людина може назвати не всякі слова, а тільки ті, які є маловивченими, незрозумілими або зовсім незрозумілими, тобто не входять в його словниковий запас. Процес розміщення вокабули в словнику називається вокабуляризацією і багато в чому залежить від лексикографічних переваг упорядника словника і його когнітивних інтересів.
Відбір лексики при комплектуванні вокабуляром, як і сама словникова обробка, — виключно різнопланова робота, тому типологія словників поки не має єдиних критеріїв класифікації. При цьому і матеріали, і досвід складання попередніх словників завжди використовується лексикографами при підготовці до друку нових словників, і всякий словник може бути розглянуто як окрему ланку в безперервного ланцюга пізнання мови. Як зазначає російський лінгвіст проф. Супрун: «При багатомовної розробці ономастических термінів виявляється розбіжність в розумінні тієї чи іншої одиниці представниками різних народів».

### Приклади
|                                          | А ви знаєте, чим він тепер особливо займається? Французькі вокабули напам'ять вчить. У нього під подушкою зошит лежить і французькі слова російськими літерами кимось записані. |
| — «Брати Карамазови», Федір Достоєвський | |

|                         | Інструкція, складена під керівництвом С. А. Венгерова, вдало дозволяє багато питань словникової техніки. Накопичена їм словникова картотека значно полегшує подальшу вокабуляризацію Пушкінського тексту. |
| — О Пушкинском словаре. | |

### Синоніми
У вокабули досить багато синонімів, які, природно, мають право на вживання в живій мові, але при цьому, як терміни, мають ряд недоліків. Наприклад, «заголовна одиниця», «найголовніше слово», «заголовне слово», «ключове або реєстрове слово», «чорне слово» — це двоскладного визначення вводить слова, початківця словникову статтю, хоча таким може бути не тільки слово, але і словосполучення.